# Matěj Kubiesa
Matěj Kubiesa (* 11. září 2006) je český hokejový útočník a juniorský reprezentant, který hraje za HC Oceláři Třinec.

## Kariéra
Kubiesa začínal s hokejem v klubu HC Frýdek-Místek, brzy však začal nastupovat i za mládežnické týmy partnerského klubu HC Oceláři Třinec. V roce 2023 odešel do kanadské juniorské soutěže WHL, kde hrál za Prince Albert Raiders. Před sezónou 2024/2025 se vrátil do Třince, kde nastupuje za juniorský tým, farmářský tým ve Frýdku-Místku a připsal si také premiérový start v české extralize v dresu A-týmu Třince.

## Reprezentace
V roce 2023 reprezentoval Česko do 18 let na turnaji Hlinka Gretzky Cup, kde v pěti zápasech vstřelil čtyři góly a na jeden přihrál. V roce 2024 se zúčastnil mistrovství světa hráčů do 18 let, kde si ve stejném počtu utkání připsal dvě asistence.